# Golgo 13: Top Secret Episode
Golgo 13: Top Secret Episode is een videospel voor het platform Nintendo Entertainment System. Het spel werd uitgebracht in 1988. 